# 双色棱皮树蛙
双色棱皮树蛙（学名：Theloderma bicolor）一种分布于越南北部及中国云南等地区的两栖动物，隶属于树蛙科棱皮树蛙属。
种名 bicolor 意为“二色的”。

## 形态特征
双色棱皮树蛙体型扁平。身体背部皮肤极其粗糙，满布显著隆起的大小疣粒，期间夹杂紫红色的疣粒。背部及四肢背面呈浅绿色或橄榄绿；四肢背面有深橄榄绿和紫色交叉排列的横纹；腋窝至股部侧面皮肤黑色，有不规则黄绿色斑纹。腹部皮肤光滑，为暗褐色，其上有不规则白斑。

## 保护
本种于2023年被收录入《有重要生态、科学、社会价值的陆生野生动物名录》。